# Mogollon Mountains
Mogollon Mountains je pohoří především v Catron County a také Grant County, na západě Nového Mexika, na jihozápadě Spojených států amerických. Nejvyšší horou je Whitewater Baldy s nadmořskou výškou 3 320 metrů.
Pohoří náleží do jihozápadní části fyzicko-geografického regionu Oblast pánví a hřbetů.
Jihovýchodní části pohoří protéká řeka Gila. Většina Mogollon Mountains je součástí národního lesa Gila National Forest. Podél západní a jihozápadní hranice pohoří prochází silnice U.S. Route 180.